# Festambiente
Festambiente è la manifestazione nazionale di Legambiente che si tiene a Grosseto ogni anno nel mese di agosto.
Il festival è nato nel 1989 e si svolge nel centro nazionale per lo sviluppo sostenibile di Legambiente "Il Girasole", in località Enaoli (Rispescia) alle porte del Parco naturale della Maremma, circa 6 km a sud della città di Grosseto. Il festival costituisce un evento di rilievo del settore anche a livello europeo. L'evento ospita ogni anno oltre 80 000 visitatori; durante la manifestazione vengono proposti incontri, dibattiti e spettacoli volti alla sensibilizzazione del pubblico su temi che vanno dalla sana alimentazione, salvaguardia del patrimonio ambientale e culturale italiani, alla tutela delle tradizioni e culture locali. La rassegna è caratterizzata da una serie di concerti musicali in chiusura di ogni giornata.
Festambiente coordina FestambienteNet, la Rete dei Festival di Legambiente. In tutto il territorio nazionale si tengono periodicamente manifestazioni locali ispirate a Festambiente e promosse dalle sezioni dell'organizzazione, tra le più grandi delle quali vi era Festambiente Vicenza (presso il Parco del Retrone a Vicenza) che si è svolto dal 2002 al 2017.

## Edizioni
| Edizione     | Periodo           | Artisti ospiti | Note   |
| ------------ | ----------------- | --- | ------ |
| 9ª edizione  | 1°–12 agosto 1997 | Dario Vergassola, Area, Avion Travel, Mauro Chechi, Bobo Rondelli e Riso Freddo, Daniele Silvestri, Yo Yo Mundi, David Riondino | [ 1 ]  |
| 10ª edizione | 1°–15 agosto 1998 | Mau Mau, Lou Dalfin, David Riondino e Dario Vergassola, Sergio Caputo e Flamingo Orchestra, Nidi d'Arac, Area, Strike, Banco del Mutuo Soccorso, Sud Sound System, Ridillo, Skiantos e Freak Antoni, Pitura Freska, Paolo Belli, Vinicio Capossela, Zyryab                                    | [ 2 ]  |
| 11ª edizione | 6–22 agosto 1999  | Pitura Freska, Mau Mau, Daniele Silvestri, Raul Cremona, Bobo Rondelli, Banco del Mutuo Soccorso, Banda Osiris, 24 Grana, Reggae National Tickets, Edoardo Bennato, Bebo Storti, Carlo Monni, Indaco, Elisa, Eugenio Finardi                                                                  | [ 3 ]  |
| 12ª edizione | 4–20 agosto 2000  | Elio e le Storie Tese, Enzo Jannacci, Banda Osiris, Dirotta su Cuba, Mau Mau, Enrico Ruggeri, Alice, Antonella Ruggiero, Yo Yo Mundi, Agricantus, Modena City Ramblers, Africa Unite, Niccolò Fabi, Elisa, Indaco, Nomadi                                                                     | [ 4 ]  |
| 13ª edizione | 4–19 agosto 2001  | Elisa, Elio e le Storie Tese, Africa Unite, Marco Paolini, Antonella Ruggiero, Premiata Forneria Marconi, Kočani Orkestar, Marlene Kuntz, Almamegretta, Paolo Hendel, Cisco e la Casa del vento, Üstmamò, Bluvertigo, Quintorigo, Banco del Mutuo Soccorso, Stadio, Ron                       | [ 5 ]  |
| 14ª edizione | 9–25 agosto 2002  | Roberto Vecchioni, Paolo Rossi, Stadio, Delta V, Marco Poeta, Eugenio Finardi e Francesco Di Giacomo, Paolo Belli, Roy Paci, Nada, Max Gazzè, Cristiano De André, Modena City Ramblers, Enrico Ruggeri, Nomadi, Agricantus, Negrita, Luca Carboni, Daniele Silvestri                          | [ 6 ]  |
| 15ª edizione | 8–24 agosto 2003  | Eugenio Finardi, Per Grazia Ricevuta, Afterhours, Marco Paolini, Banco del Mutuo Soccorso, Enrico Rava e Dado Moroni, Francesco Baccini, Roy Paci & Aretuska, Alberto Fortis, Paolo Hendel, Avion Travel, Sud Sound System, Marina Rei, Tiromancino, Africa Unite, Paola Turci, Enzo Jannacci | [ 7 ]  |
| 16ª edizione | 6–15 agosto 2004  | Massimo Ranieri e Mauro Pagani, Elio e le Storie Tese, Paolo Rossi, Clive Malcolm Griffiths, Eugenio Finardi, Africa Unite, Frankie hi-nrg mc, Neffa, Mirko Casadei, Max Gazzè, Modena City Ramblers                                                                                          | [ 8 ]  |
| 17ª edizione | 5–15 agosto 2005  | Bandabardò, Paolo Hendel, Nomadi, Roberto Vecchioni, Goran Bregović, Anna Oxa, Stazioni Lunari (Ginevra Di Marco, Max Gazzè, Cristina Donà e Marina Rei), Elisa, Enrico Ruggeri, Per Grazia Ricevuta, Roy Paci & Aretuska                                                                     | [ 9 ]  |
| 18ª edizione | 4–15 agosto 2006  | Premiata Forneria Marconi, Stadio, Edoardo Bennato e Alex Britti, Stefano Bollani, Carmen Consoli, Francesco De Gregori, Paolo Belli, Mau Mau, Max Gazzè e La Camera Migliore, Roy Paci & Aretuska, Teo Teocoli, Africa Unite                                                                 | [ 10 ] |
| 19ª edizione | 9–18 agosto 2007  | Tiromancino, Carmen Consoli, Stadio, Banco del Mutuo Soccorso, Bandabardò, Elisa, Giuliano Palma & the Bluebeaters, Nomadi, Paolo Hendel, Fiorella Mannoia | [ 11 ] |
| 20ª edizione | 8–17 agosto 2008  | Paolo Rossi, Daniele Silvestri, Max Gazzè, Roy Paci & Aretuska, Francesco De Gregori, Paolo Belli, Modena City Ramblers, Caparezza, Gino Paoli, Premiata Forneria Marconi | [ 12 ] |
| 21ª edizione | 7–16 agosto 2009  | Eugenio Finardi, Giuliano Palma & the Bluebeaters, Afterhours, Africa Unite, Bandabardò, Paolo Hendel, Nomadi, Roberto Vecchioni con Ilaria Biagini e Nu-Ork String Quintet, Quartiere Coffee, Frankie hi-nrg mc, Irene Grandi                                                                | [ 13 ] |
| 22ª edizione | 5–15 agosto 2010  | Bandabardò e Peppe Voltarelli, Sud Sound System, Simone Cristicchi e lo GnuQuartet, Max Gazzè, Pino Daniele, Roy Paci & Aretuska, Youssou N'Dour, Quartiere Coffee, Alborosie, Baustelle, Cristiano De André                                                                                  | [ 14 ] |
| 23ª edizione | 5–15 agosto 2011  | Caparezza, Daniele Silvestri, Modena City Ramblers, Roberto Vecchioni, I Matti delle Giuncaie, Bandabardò, Stephen Marley, Elisa, Sabina Guzzanti, Alessandro Mannarino, Mario Biondi | [ 15 ] |
| 24ª edizione | 10–19 agosto 2012 | Vinicio Capossela, Francesco De Gregori, Rocco Papaleo, Premiata Forneria Marconi, Fiorella Mannoia, Quartiere Coffee, Alborosie, Afterhours, Caparezza, Teo Teocoli, Goran Bregović | [ 16 ] |
| 25ª edizione | 9–18 agosto 2013  | Pino Daniele, Daniele Silvestri, Max Gazzè, Francesco De Gregori, Giovanni Allevi, Goran Bregović, Marta sui Tubi e Il Teatro degli Orrori, Niccolò Fabi, Mario Biondi, Malika Ayane | [ 17 ] |
| 26ª edizione | 8–17 agosto 2014  | Elio e le Storie Tese, Piero Pelù, Cristiano De André, Dario Fo, Ginevra Di Marco e l'Orchestra di piazza Vittorio, Bandabardò, Musica da Ripostiglio, Stefano Bollani, I Matti delle Giuncaie, Roy Paci & Aretuska, Kabìla, Modena City Ramblers, Lucio Corsi, Stadio                        | [ 18 ] |
| 27ª edizione | 7–16 agosto 2015  | Subsonica, Max Gazzè, Nicola Piovani, Goran Bregović, Luca Barbarossa e Daniele Silvestri, Raphael Gualazzi, Irene Grandi, Carmen Consoli, Caparezza, Africa Unite | [ 19 ] |
| 28ª edizione | 5–15 agosto 2016  | Tiromancino, Ministri e Il Teatro degli Orrori, Afterhours, Cristiano De André, Emir Kusturica e The No Smoking Orchestra, Bandabardò e Gaudats Junk Band, Quartiere Coffee, Julian Marley, Roberto Vecchioni, Premiata Forneria Marconi, Nicola Piovani, I Cani, Calcutta                    | [ 20 ] |
| 29ª edizione | 4–15 agosto 2017  | Edoardo Bennato, Tre Allegri Ragazzi Morti e Le Luci della Centrale Elettrica, Flavio Insinna, Vinicio Capossela, Stefano Bollani, Neri Marcorè e GnuQuartet, Samuel, Planet Funk, Levante, Emis Killa, Sabina Guzzanti, The Wailers                                                          | [ 21 ] |
| 30ª edizione | 10–19 agosto 2018 | Bandabardò, Mario Biondi, Stadio, Piero Pelù, I Matti delle Giuncaie, Modena City Ramblers, Cristiano De André, Goran Bregović, Roberto Vecchioni, Premiata Forneria Marconi, Quartiere Coffee, Alborosie                                                                                     | [ 22 ] |
| 31ª edizione | 14–18 agosto 2019 | Mirkoeilcane, Diodato, Daniele Silvestri, Giorgio Canali & Rossofuoco, The Zen Circus, Max Gazzè, Carmen Consoli, Alpha Blondy e The Soul Rockers Sound System | [ 23 ] |
| 32ª edizione | 19–23 agosto 2020 | — | [ 24 ] |
| 33ª edizione | 18–22 agosto 2021 | Quartiere Coffee, Il Duo Giuncaico, Overfly, Tre d'Union, Ginger Rojazz & I Fred Astemi, Raniss, Fucktotum, Gaudats Junk Band | [ 25 ] |
| 34ª edizione | 3–7 agosto 2022   | Maurizio Carucci, Giovanni Veronesi e Musica da Ripostiglio, Nello Salza, Max Casacci e Mariasole Bianco, Rodrigo D'Erasmo e Roberto Angelini | [ 26 ] |
| 35ª edizione | 2–6 agosto 2023   | Bobo Rondelli e le Chitarre da Ripostiglio, Edoardo Leo, Roberto Vecchioni, Franz Di Cioccio, Patrick Djivas e Flavio Premoli, Bandabardò | [ 27 ] |
| 36ª edizione | 7–11 agosto 2024  | Banda Osiris e Telmo Pievani, Valerio Lundini e I Vazzanikki, Quartiere Coffee con Tonino Carotone, Mellow Mood e I Matti delle Giuncaie, Modena City Ramblers, Stazioni Lunari (Ginevra Di Marco, Piero Pelù, Babelnova Orchestra)                                                           | [ 28 ] |
| 37ª edizione | 6–10 agosto 2025  | Eugenio in Via Di Gioia, Musica da Ripostiglio, Mauro Pagani, Giancane, Africa Unite e The Bluebeaters, Bandabardò | [ 29 ] |

1. ↑  Tutti gli spettacoli sono stati annullati a causa della pandemia di COVID-19.
2. ↑  Line-up ridotta a causa delle restrizioni per la pandemia di COVID-19.

## Festambiente Vicenza

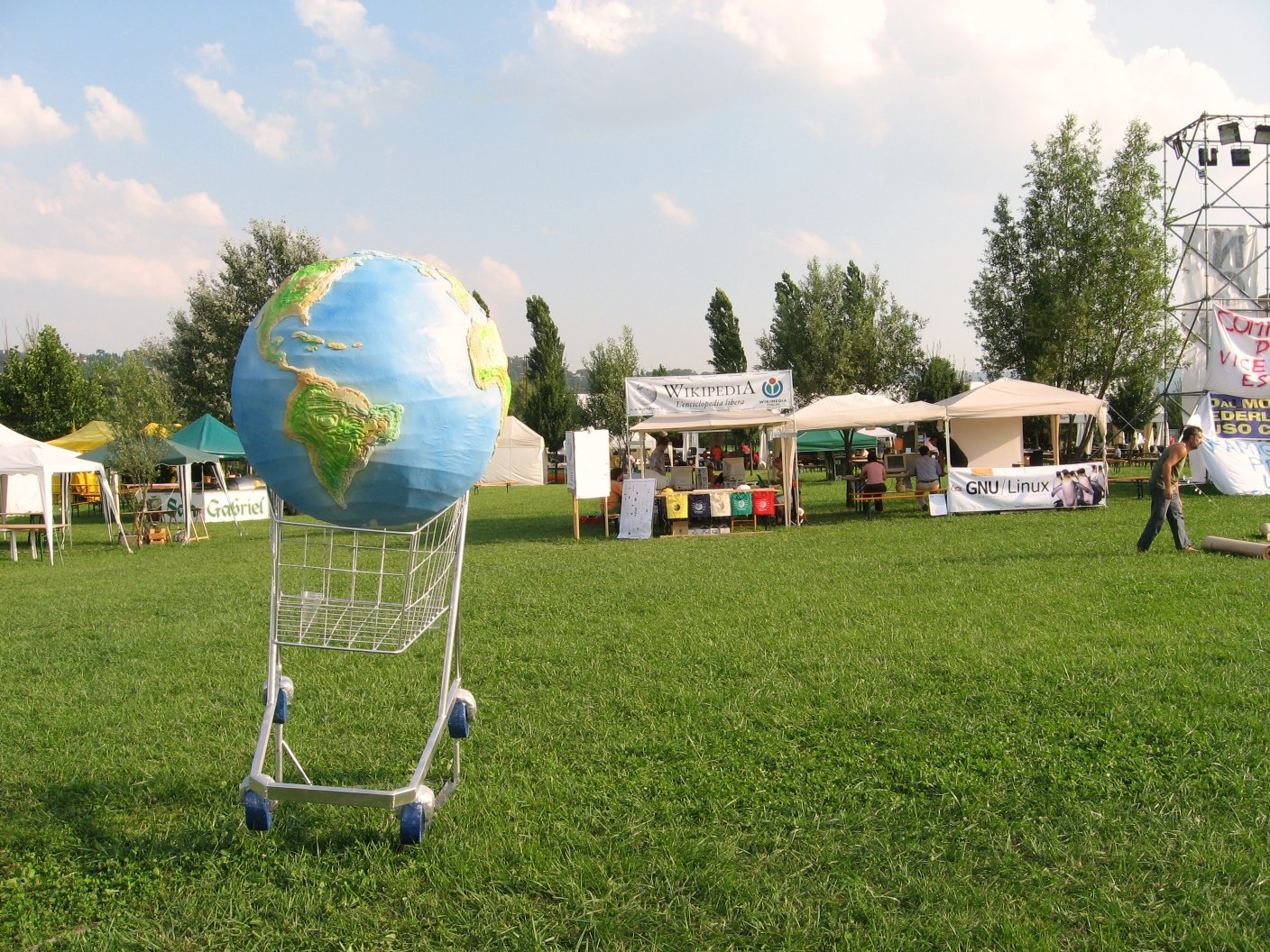
Festambiente Vicenza 2007

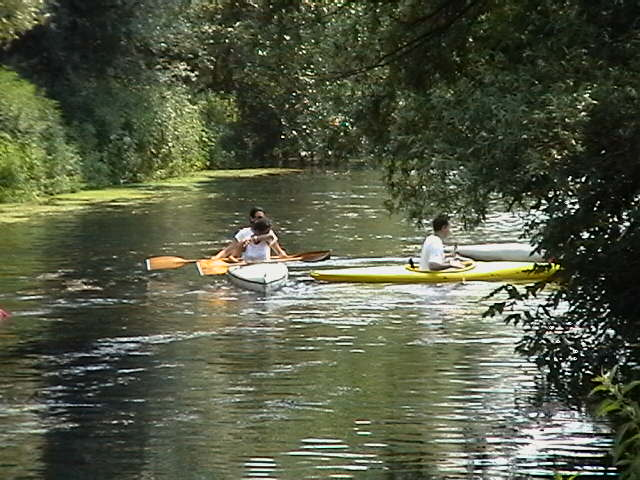
Le canoe sul fiume Retrone - Festambiente Vicenza 2005

Nel luglio 2001 anche a Vicenza le varie anime del movimento no-global si stavano preparando per la grande manifestazione anti-G8 a Genova. Su proposta del nodo vicentino della Rete Lilliput, nel giugno del 2001 si tenne una riunione alla Casa per la Pace fra tutte le associazioni vicentine che aderivano alla manifestazione di Genova, al fine di creare un'azione comune a Vicenza nei giorni precedenti il G8. L'obiettivo era chiarire che il movimento era unito negli obiettivi anche se diversificato nei metodi e nelle azioni. Da quella riunione nacque una festa che si svolse sabato 7 luglio 2001 nel centro storico di Vicenza in piazza delle Poste (Contra' Garibaldi), con musiche e momenti informativi autonomi delle singole associazioni.
Con l'obiettivo di rinforzare la manifestazione a novembre 2001 si svolse una prima riunione presso la sede di Legambiente, unica associazione nel territorio vicentino avente la forza, le energie e la capacità organizzativa necessaria; alla riunione successiva vennero coinvolte molte associazioni che avevano partecipato alla manifestazione di Genova e con le quali si condividevano obiettivi e desideri. A gennaio 2002 si contavano, oltre a Legambiente, una decina di associazioni presenti nell'organizzazione: Cooperativa Unicomondo, Rete Lilliput, Arciragazzi, Asoc, Greenpeace, Coop. Insieme, UNA, WWF, Movimento Gocce di Giustizia, i Maestri del Canoa Club di Vicenza. Il 28 giugno del 2002 iniziò la prima edizione di Festambiente Vicenza che, da allora al 2017, si è svolto nel Parco del Retrone, secondo parco cittadino per estensione nato nel 1994 dall'impegno dei cittadini del quartiere dei Ferrovieri coordinati da Legambiente Vicenza.

## Festambiente Mondi Possibili
L'iniziativa Festambiente Mondi Possibili, la cui prima edizione si è svolta nel 2012, è una quattro giorni di concerti, cinema, teatro, dj set, degustazioni e incontri a Roma. Promossa dall'associazione di promozione sociale Tavola Rotonda e dal Circolo Legambiente Mondi Possibili, in collaborazione con Legambiente Onlus e il Circolo degli Artisti, Festambiente Mondi Possibili ha ricevuto il patrocinio della Commissione Nazionale Italiana per l'UNESCO e al suo interno ha ospitato il primo Global Sharing Day, giornata mondiale della condivisione per la quale le associazioni proponenti hanno ricevuto una medaglia di rappresentanza dal Presidente della Repubblica Giorgio Napolitano.
L'iniziativa, inserita nella rete FestambienteNet si presenta come un festival-contenitore all'interno del quale un'ampia offerta di spettacoli dal vivo si combina alle tematiche della sostenibilità ambientale, con particolare attenzione alle idee e pratiche per una “città ideale” votata alla Bellezza. Il focus dell'evento è la condivisione; per questo, al suo interno, sono presentate una serie di proposte provenienti dal mondo dello "sharing" grazie a incontri dedicati al tema (i co-talk) ideati e presentati in occasione della prima edizione.

## Festambiente Sud
Festambiente Sud è il festival nazionale di Legambiente per il Sud Italia. Esso si svolge a Monte Sant'Angelo nel mese di luglio. La manifestazione ha preso avvio nel luglio del 2004. Dal 2012 si svolge, sempre a Monte Sant'Angelo, anche l'edizione invernale della manifestazione (a dicembre) chiamata Festambiente Sud Winner.